# لوما دی اولیویرا
لوما دی اولیویرا(تلفظ پرتغالی:[ˈlumɐ dʒi oliˈvejɾɐ] ; نوا فریبورگو، ریودوژانیرو، 10 دسامبر 1964) مدل سابق، بازیگر و ملکه کارناوال برزیل است. لوما در نوا فریبورگو به دنیا آمد. مادر اولیویرا، ماریا لویزا د کاسترو، از تبار آمریکایی بود و پدرش، لوئیز ناگل د اولیویرا، آلمانی و پرتغالی‌تبار و برای شرکت راه‌آهن لئوپولدینا کار می‌کرد.